# 右門青寿
右門 青寿（うもん せいじゅ、1967年5月2日 - ）は日本の俳優。本名および旧芸名は、高安 青寿（たかやす あおひさ）。
東京都出身。身長182cm、体重75kg、血液型はO型。豊南高等学校卒業。hitomedia所属。以前はサナープロに所属していた。

## 来歴・人物
無名塾出身で、高校在学中より俳優活動を始める。
1992年に『恐竜戦隊ジュウレンジャー』（テレビ朝日）のゴウシ/マンモスレンジャー役でレギュラー出演。
2012年2月に『海賊戦隊ゴーカイジャー』の第50話と第51話の最終話で19年ぶりにゴウシ役を演じた。 2014年1月公開の『獣電戦隊キョウリュウジャーVSゴーバスターズ 恐竜大決戦! さらば永遠の友よ』では21年ぶりにマンモスレンジャーの声を担当した。
近年は舞台を中心に活動している。
趣味は、英会話、ビリヤード、サッカー、ボクシング。特技は、剣道、抜刀、殺陣。

## エピソード
- 20代の時ハリウッド俳優になるため渡米するが、なにもできずに帰国。だがこの時の経験から英語が堪能で、現地インタビューも英語で対応している[6]。
- 子供のころは『がんばれ!!ロボコン』が好きで『ジュウレンジャー』で監督を務めた坂本太郎が『ロボコン』に助監督として参加していたと聞いた時はときめいたという[7]。
- 『ジュウレンジャー』で共演した望月祐多とは以前からの知り合いで、オーディションに合格した際はスタッフが高安（右門）と連絡が取れなかったため望月が合格を伝えたという[5]。
- 以前は自分に合わせて仕事を選んでいたが、『ジュウレンジャー』の年からは新しいことをやっていこうと考え、同作品はその第1歩としてよかったと述べている[5]。
- 小学6年生のころは石野真子「ワンダーブギ」のバックダンサーを務めていた。

## 出演

### テレビドラマ
- ザ・ドラマチックナイト / 泣けたぜ! おやじ 明大島岡監督物語（1987年、CX）
- 御宿かわせみ 白萩屋敷の月（1988年、ANB） - 佐々木兵馬
- 土曜ドラマ / 夕陽をあびて（1989年、NHK）
- スーパー戦隊シリーズ（ANB→EX）
  - 恐竜戦隊ジュウレンジャー（1992年 - 1993年） - ゴウシ / マンモスレンジャー
  - 海賊戦隊ゴーカイジャー 第50話「決戦の日」、最終話「さよなら宇宙海賊」（2012年） - ゴウシ
  - 魔進戦隊キラメイジャー エピソード6「ツレが5才になりまちて」（2020年） - 大文字鉄夫[8]
- 火曜ゴールデンワイド / 日本名作ドラマ 若い人（1995年、TX）
- 火曜サスペンス劇場 / 小京都ミステリー22 津軽弘前殺人事件（1998年、NTV） - 木崎明
- 月曜ドラマスペシャル / 万引きGメン・二階堂雪3 虚栄心（1999年、TBS）
- 土曜ワイド劇場（EX）
  - 検事・朝日奈耀子10 医師＆検事〜2つの顔を持つ女!（2011年）
  - 人類学者・岬久美子の殺人鑑定3 光る肋骨と緑色の頭蓋骨の謎!（2013年）
  - タクシードライバーの推理日誌 30 - 37（2012年 - 2015年） - 小池（タクシードライバー）
- 水戸黄門第43部 第9話「楓に惚れた手筒花火師 -吉田-」（2011年、TBS） - 奥田九郎兵衛
- 月曜ゴールデン / 狩矢警部シリーズ11 京都舞踊襲名殺人事件（2012年、TBS）
- 金曜プレステージ / 浅見光彦シリーズ44 砂冥宮（2012年、CX）
- 港古志郎警視 Season2 第6話「幸せを願ったのに…」（2012年、TVS）

### 映画
- 食卓のない家（1985年、松竹富士）
- ジャズ大名（1986年、松竹）
- BEST GUY（1990年、東映） - 竹井宏 二等空尉
- 風のかたみ（1996年、岡本みね子事務所）
- 赦免花（2012年、nktエンターテイメント）
- 愛と誠（2012年、角川映画=東映） - 山田先生
- 臨場 劇場版（2012年、東映） - 神奈川県警捜査一課員
- 獣電戦隊キョウリュウジャーVSゴーバスターズ 恐竜大決戦! さらば永遠の友よ（2014年、東映） - マンモスレンジャーの声[9]

### オリジナルビデオ
- 恐竜戦隊ジュウレンジャー ダイノビデオ（1992年、小学館） - ゴウシ
- 新・男樹2（1997年、ミュージアム）
- シャットアウト 行政対象暴力（2007年、警視庁） - 竹村

### 舞台
- どん底（1985年、無名塾）
- モビーディックリハーサル（1986年、無名塾）
- 13通目の手紙
- マリー・アントワネット（2001年、新橋演舞場）
- 冬物語（2005年、幹の会リリック）
- 忠臣蔵 〜水戸黄門外伝・元禄仇討ち裏事情〜（2006年、博品館劇場）
- ハムレット（2007年、タイプス）
- BASARA 〜謀略の城〜（2007年、ちょんまげ軍団SUPER）
- うりずんの風（2010年、バルジライプロジェクト）
- 道雪（2011年、ちょんまげ軍団SUPER）
- サロメ（2012年、新国立劇場）

### 吹き替え
- ファンタスティック・フォー:銀河の危機（2007年） - シルバーサーファー
- オーシャン・オブ・ファイヤー